# Sarcolipin
Sarcolipin‏ (Sarcolipin) هوَ بروتين يُشَفر بواسطة جين Sarcolipin في الإنسان.